# Palazzo Alberti Poja
Il Palazzo Alberti Poja viene gestito dalla Fondazione Museo Civico di Rovereto. Si trova in corso Bettini e, con il Palazzo Annona (ora parte storica della Biblioteca civica) costituisce l'accesso al Mart ed all’Auditorium Melotti.

## Storia

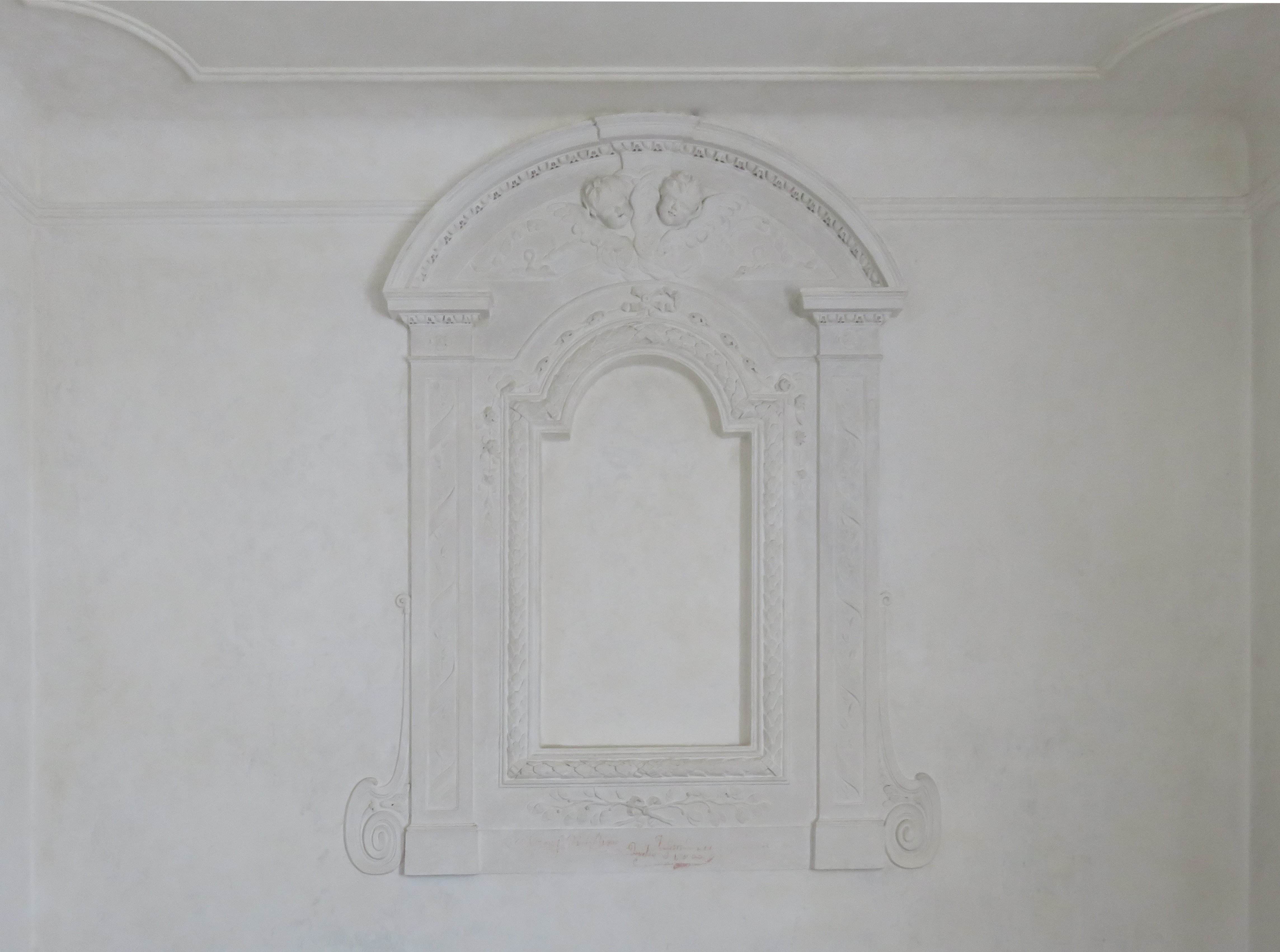
Particolare della cappella utilizzata come ufficio e non compresa nel percorso museale.

Il palazzo, opera dell'architetto Ambrogio Rosmini, venne edificato per il conte Francesco Alberti Poja e per la baronessa Eleonora Piomarta a partire dal 1778. L'interno è riccamente adornato di stucchi e dipinti che, in alcuni casi, sono venuti alla luce e sono stati valorizzati nel corso di restauri recenti.
Nel 1782 al suo interno venne edificata una cappella, oggi esterna al percorso museale e utilizzata come ufficio. Tra gli artisti che lavorarono agli affreschi il pittore veronese Marco Marcola ed il fratello Francesco.

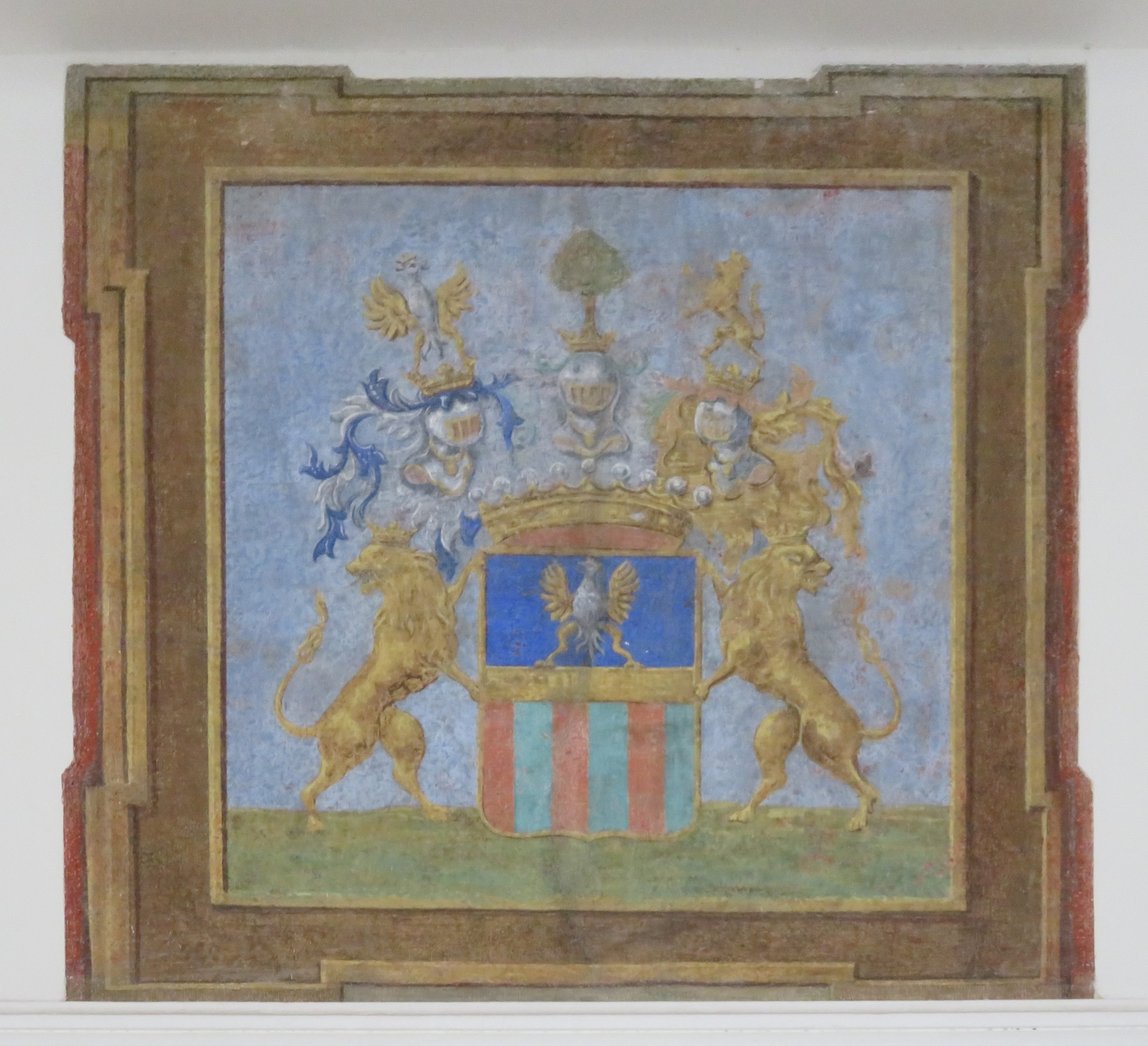
Stemma della famiglia Alberti. Affresco al secondo piano del palazzo utilizzata per uffici comunali

### Utilizzo
L'edificio viene utilizzato per uffici del Mart, da assessorati ed altri uffici del Comune di Rovereto e dalla Fondazione Museo civico di Rovereto.

## Descrizione

### Pianterreno
Il lungo ambiente unico affrescato col gusto della metà del XIX secolo e la successione delle decorazioni sui muri fa capire che un tempo era diviso in varie stanze, ognuna dipinta secondo un tema dominante.

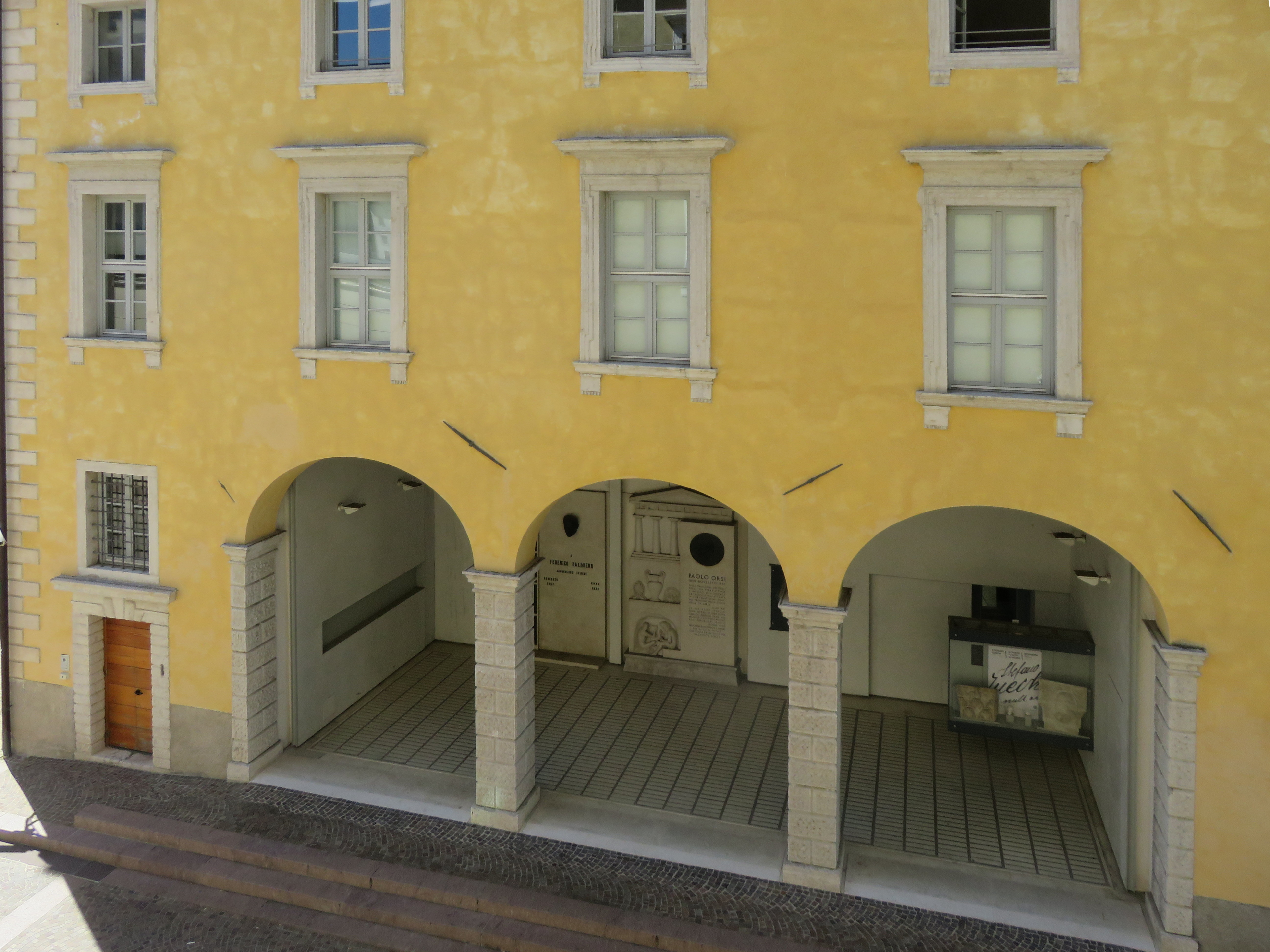
Portico palazzo Alberti Poja visto dal primo piano di palazzo Annona

### Piano nobile
Vi si accede da un ampio scalone a doppia rampa. L'ingresso al piano è sormontato dallo stemma della famiglia. Comprende varie sale e saloni:
- Sala degli stucchi
- Salone. Notevole il racconto del Giudizio di Paride che si può ammirare sul soffitto
- Stanza con decorazioni su Diana
- Stanza dell'allegoria delle stagioni
- Stanza delle Virtù femminili
- Ambiente aperto. Prima degli ultimi interventi di restauro dell'edificio comprendeva tre stanze che appartenevano, con ogni probabilità, alla padrona di casa, la baronessa Eleonora Piomarta[3]

### Portico
Il lato nord di Palazzo Alberti Poja, sulla via di accesso al Mart, presenta un breve portico che accoglie due monumenti a bassorilievo dedicati a Paolo Orsi e Federico Halbherr.

## Museo
Il palazzo, che appartiene al Comune di Rovereto ed alla Provincia autonoma di Trento, è stato restaurato con i contributi del Comune e della Provincia. Espone le raccolte della Fondazione Museo Civico di Rovereto ed è sede di esposizioni temporanee e di altre permanenti.

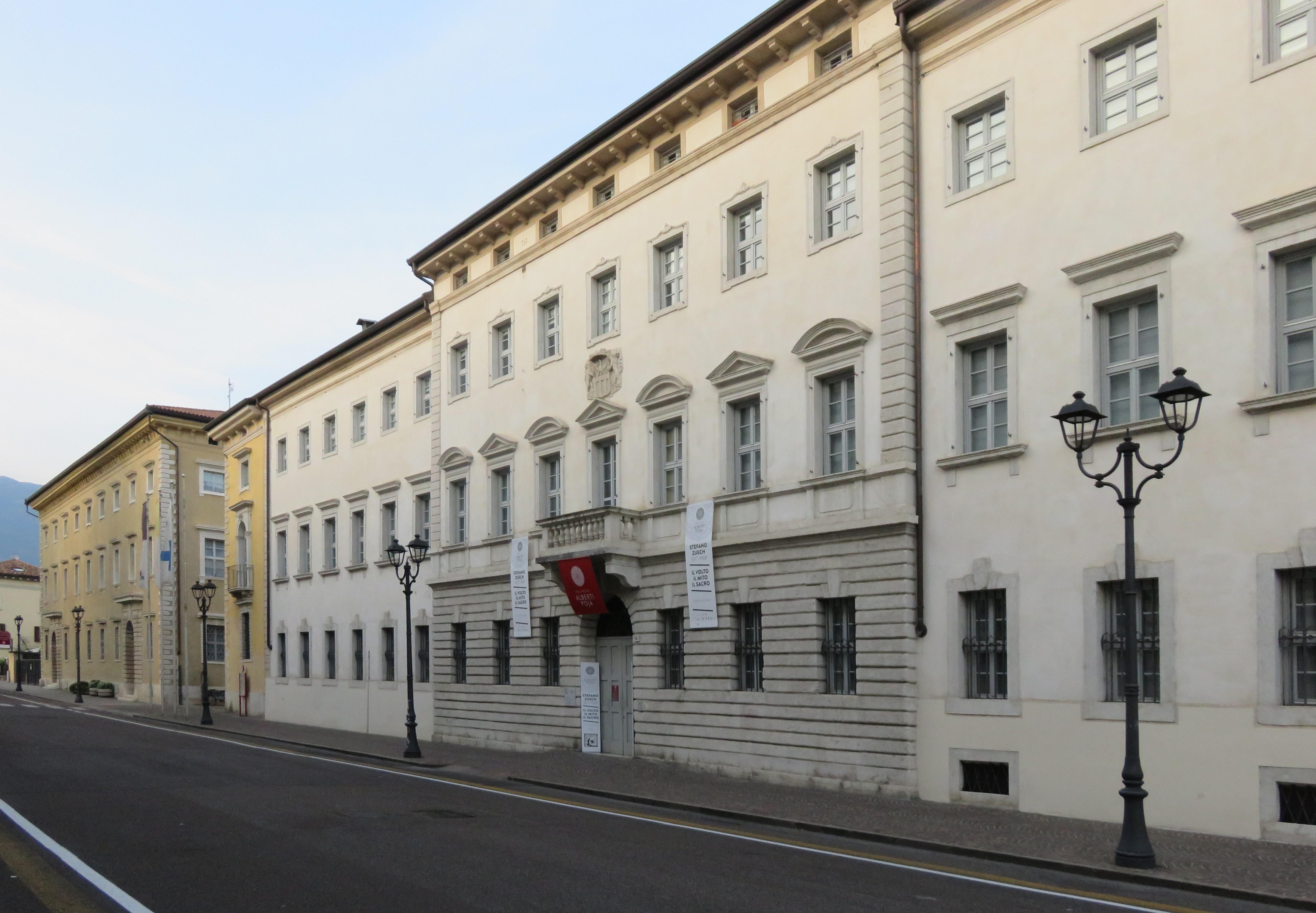
Palazzo Annona e palazzo Alberti Poja su corso Bettini. Tra i due è visibile l'accesso al Mart

### Mostra permanente Carlo Fait
Al pianterreno due sale espongono le opere più significative di Carlo Fait, scultore roveretano attivo soprattutto a Torino, dove è stato per lungo tempo apprendista e collaboratore di Pietro Canonica.

## Mostre
Palazzo Alberti Poja nel tempo ha organizzato diverse mostre, tra queste:
- Gli spostati. Profughi, Flüchtlinge, Uprchlíci. 1914-1919[5]
- Lo sguardo inquieto. Rovereto nella grande guerra[6]
- Confini e conflitti[7]
- Riapre il '700 a Rovereto. Un viaggio tra le collezioni trentine[8]